# A Woman Who Understood
A Woman Who Understood er en amerikansk stumfilm fra 1920 af William Parke.

## Medvirkende
- Bessie Barriscale som Madge Graham
- Forrest Stanley som Robert Knight
- Dorothy Cumming som Mrs. Alden
- Thomas Holding som Mr. Alden
- Stanton Williams som Bobbie Knight
- Mary Jane Irving som Peggy Knight
- Gloria Holt som Marion Alden
- Joe Butterworth som Jimmy